# Stanislas-Constantin de Meszek
Stanislas-Constantin de Meszek, né en 1657 en Pologne et mort en 1747, est un noble polonais, conseiller et ami du roi de Pologne Stanislas Leszczynski.

## Biographie
La vie de Stanislas-Constantin, baron de Meszek, est étroitement liée à celle de Stanislas Leszczynski (1677 – 1766).
Il est déjà à ses côtés lorsque Stanislas, staroste du palatinat d’Odolanów, est élu roi de Pologne (12 juillet 1704) avec le soutien du roi de Suède Charles XII contre Auguste II élu roi en 1697 avec l'appui de la Russie. L'échec de Charles XII à Poltava (1709) permet à Auguste II de reprendre son trône et oblige Stanislas et sa cour à s'enfuir. Le baron de Meszek suit alors le roi Stanislas en Poméranie suédoise, puis dans le duché de Deux-Ponts, propriété personnelle de Charles XII. 
À la mort de celui-ci en 1718, Stanislas se retrouve de nouveau sans résidence. Au début de janvier 1719, Meszek, maréchal du roi déchu, se rend à Versailles, avec la mission d'obtenir du régent, le duc d’Orléans, l'autorisation pour Stanislas de résider en Alsace. Il réussit : en mars 1719 Stanislas Leszczyński s’installe avec ses proches à Wissembourg où il va mener une vie simple, jusqu'à ce que le 22 septembre 1725, Louis XV épouse Marie, la fille de Stanislas. Après cela, Stanislas et sa cour s'établissent au château de Chambord. Mais Stanislas, désormais proche du roi de France, continue d'avoir des ambitions en Pologne. 
Aussi, à la mort d’Auguste II, se précipite-t-il en Pologne où il se fait élire une nouvelle fois (12 septembre 1733).Ce règne sera encore plus bref que le précédent puisque dix jours après son accession au trône, Stanislas, menacé par les Russes, doit se réfugier à Dantzig, puis en Prusse. 
Louis XV se doit de trouver un État pour son beau-père trop remuant et des négociations, auxquelles participe activement le baron de Meszek, sont engagées avec l'Autriche pour que Stanislas devienne duc de Lorraine et de Bar (à titre viager). Le traité de Meudon est signé le 30 septembre 1736 et le baron de Meszek prend possession, au nom de Stanislas, du Duché de Bar le 8 février 1737 et du Duché de Lorraine le 21 mars 1737.
En avril 1737, Meszek est nommé par Stanislas Grand Maréchal du Palais et Intendant de sa Maison. Il devient ainsi le second personnage des Duchés. Il est l’homme de confiance de Stanislas, il le conseille et le soutient.Très apprécié des Lorrains, il a participé à la popularité de Stanislas en le représentant dans maintes cérémonies. Il a également œuvré à la vie culturelle lorraine en parrainant de très nombreux artistes locaux.
Stanislas-Constantin Baron de Meszek s’est éteint en 1747 à 90 ans, toujours fidèle à son Roi.